# Elecciones parlamentarias de Hungría de 2022
En las elecciones parlamentarias de Hungría de 2022 se eligieron los 199 miembros de la Asamblea Nacional, quienes a su vez escogieron al primer ministro de Hungría para el período 2022-2026.
El primer ministro Viktor Orbán y su partido Fidesz lideraron la elección por un amplio margen. Dirigiéndose a sus simpatizantes tras el anuncio de los resultados parciales, Orbán dijo: "Ganamos una victoria tan grande que se puede ver desde la luna, y ciertamente se puede ver desde Bruselas". El líder de la oposición, Péter Márki-Zay, admitió la derrota poco después del discurso de Orbán. Reuters lo describió como una "victoria aplastante".
A nivel nacional, el grado de la victoria de Fidesz se atribuyó a la influencia de Fidesz sobre el panorama de los medios nacionales, el deseo de estabilidad de los votantes durante la actual invasión rusa de Ucrania, las fuertes diferencias ideológicas dentro de la principal coalición de oposición, la percepción de Márki-Zay como inexperto y la polarización política urbano-rural. Algunos analistas afirmaron que la mayoría de los votantes del Jobbik votaron por Fidesz o Mi Hazánk en lugar de por la oposición unida. Márki-Zay compartió esta evaluación, admitiendo que la oposición unida pudo haber perdido hasta "dos tercios" de los votantes de Jobbik. Otros líderes de la oposición no pudieron ponerse de acuerdo de inmediato sobre cómo evaluar su derrota. El líder de la Coalición Democrática (DK), Ferenc Gyurcsány, y el líder del Jobbik, Péter Jakab, culparon a Márky-Zay, mientras que Bernadett Szél y Ákos Hadházy no lo hicieron. Péter Ungár afirmó que si bien fue un "error estratégico" que una alianza de centro-izquierda nominara al conservador Márky-Zay, la retórica "elitista" de la oposición unida puede haberlo lastimado con los votantes rurales incluso en distritos electorales tradicionalmente de izquierda.
Los medios internacionales predijeron que la victoria de Orbán conduciría a nuevos enfrentamientos entre el gobierno húngaro y las instituciones de la Unión Europea.

## Sistema electoral
Los 199 miembros de la Asamblea Nacional se elegirán por dos métodos; 106 serán elegidos en distritos electorales uninominales por sistema mayoritario, y los 93 restantes serán elegidos en un solo distrito electoral nacional por representación proporcional en listas de partidos. El umbral electoral se establece en el 5 %, aunque se eleva al 10 % para coaliciones de dos partidos y al 15 % para coaliciones de tres o más partidos. Los escaños se asignan utilizando el método d'Hondt.

## Primarias de la Oposición Unida
Las primarias de la oposición se llevaron entre el 12 y el 27 de septiembre de 2021 (primera ronda) y el 10 y el 16 de octubre de 2021 (segunda ronda), para seleccionar al candidato a primer ministro de Hungría. Fueron las primeras elecciones primarias a nivel nacional en la historia política de Hungría.
El 17 de octubre de 2021, el candidato independiente Péter Márki-Zay ganó en la segunda vuelta de las primarias de la oposición, convirtiéndose en el candidato de la Oposición Unida. Los partidos también habían seleccionado candidatos comunes para distritos uninominales a través de las primarias en la primera vuelta.

## Encuestas de opinión
Resumen gráfico
Oposición Unida
Partidos de oposición por separado
| Fecha(s) de realización         | Fuente de la encuesta | Tamaño de muestra | Fidesz                      | Oposición Unida |       | Nuestra Patria | Ventaja |    |   |   |   |
| ------------------------------- | --------------------- | ----------------- | --------------------------- | --------------- | ----- | -------------- | ------- | -- | - | - | - |
| Fecha(s) de realización         | Fuente de la encuesta | Tamaño de muestra | 10-18 de septiembre de 2021 | e-benchmark     | 1,000 | 44             | Ventaja | 41 | – | – | 3 |
| 8-16 de junio de 2021           | Závec Research        | 1,000             | 47                          | 50              | –     | –              | 3       |    |   |   |   |
| 7-9 de junio de 2021            | - Medián              | 1,000             | 52                          | 43              | 2     | 3              | 9       |    |   |   |   |
| 3-8 de junio de 2021            | - Nézőpont            | 1,000             | 50                          | 42              | 4     | 4              | 8       |    |   |   |   |
| 27 de mayo - 8 de junio de 2021 | IDEA                  | 2,000             | 47                          | 48              | 2     | 3              | 1       |    |   |   |   |
| 18-21 de mayo de 2021           | Publicus              | 1,011             | 44                          | 54              | 1     | 1              | 10      |    |   |   |   |
| 8-17 de mayo de 2021            | Závecz Research       | 1,000             | 48                          | 50              | –     | –              | 2       |    |   |   |   |
| 6-11 de mayo de 2021            | Civitas               | 1,003             | 53                          | 45              | 1     | 1              | 8       |    |   |   |   |
| 27 de abril - 4 de mayo de 2021 | IDEA                  | 2,000             | 46                          | 48              | 2     | 4              | 2       |    |   |   |   |
| 24-28 de abril de 2021          | Publicus              | 1,012             | 48                          | 51              | 1     | 1              | 3       |    |   |   |   |
| 27-28 de abril de 2021          | Nézőpont              | 1,000             | 51                          | 43              | 2     | 3              | 8       |    |   |   |   |
| 19-23 de abril de 2021          | Republikon            | 1,000             | 46                          | 52              | 1     | 1              | 6       |    |   |   |   |
| Abril de 2021                   | Závecz Research       | 1,000             | 48                          | 49              | 1     | 1              | 1       |    |   |   |   |
| 26–31 de marzo de 2021          | IDEA                  | 2,000             | 44                          | 48              | 4     | 3              | 4       |    |   |   |   |
| 18–25 de marzo de 2021          | Republikon            | 1,000             | 45                          | 53              | 1     | 1              | 8       |    |   |   |   |
| 2–11 de marzo de 2021           | Civitas               | 1,007             | 54                          | 40              | 2     | 3              | 14      |    |   |   |   |
| 2–11 de marzo de 2021           | Závecz Research       | 1,000             | 46                          | 50              | 1     | 3              | 4       |    |   |   |   |
| 8–9 de marzo de 2021            | Nézőpont              | 1,000             | 53                          | 44              | 1     | 1              | 9       |    |   |   |   |
| 22–25 de febrero de 2021        | IDEA                  | 2,000             | 45                          | 48              | 3     | 3              | 3       |    |   |   |   |
| 20–25 de febrero de 2021        | Publicus              | 1,001             | 45                          | 54              | –     | –              | 9       |    |   |   |   |
| 15–22 de febrero de 2021        | Republikon            | 1,000             | 46                          | 51              | 2     | 1              | 5       |    |   |   |   |
| 5–13 de febrero de 2021         | Závecz Research       | 1,000             | 47                          | 50              | –     | –              | 3       |    |   |   |   |
| 22–26 de enero de 2021          | IDEA                  | 2,000             | 44                          | 47              | 4     | 3              | 3       |    |   |   |   |
| 14–21 de enero de 2021          | Republikon            | 1,000             | 46                          | 50              | 2     | 2              | 4       |    |   |   |   |
| 18–20 de enero de 2021          | Nézőpont              | 1,000             | 52                          | 45              | 1     | 1              | 7       |    |   |   |   |
| 14–16 de diciembre de 2020      | Nézőpont              | 1,000             | 51                          | 43              | 3     | 2              | 8       |    |   |   |   |
| 11–15 de diciembre de 2020      | IDEA                  | 2,000             | 47                          | 47              | 2     | 3              | 0       |    |   |   |   |
| 8–15 de diciembre de 2020       | Republikon            | 1,000             | 46                          | 50              | 2     | 2              | 4       |    |   |   |   |
| 1–8 de diciembre de 2020        | Závecz Research       | 1,000             | 48                          | 52              | –     | –              | 4       |    |   |   |   |
| 18–21 de noviembre de 2020      | Publicus              | 1,005             | 48                          | 50              | –     | –              | 2       |    |   |   |   |

## Resultados
|                                      |                                                    |                  |                  |                  |                    |                    |                    |         |       |  |  |
| Partido                              | Partido                                            | Lista de partido | Lista de partido | Lista de partido | Distrito electoral | Distrito electoral | Distrito electoral | Total   | Total |  |  |
| Partido                              | Partido                                            | Votos            | %                | Escaños          | Votos              | %                  | Escaños            | Escaños | ±     |  |  |
|                                      | Fidesz–KDNP                                        | 3,057,195        | 54.10            | 48               | 2,823,419          | 52.52              | 87                 | 135     | +2    |  |  |
|                                      | Unidos por Hungría                                 | 1,947,117        | 34.46            | 38               | 1,983,708          | 36,90              | 19                 | 57      | –8    |  |  |
|                                      | Movimiento Nuestra Patria                          | 332,440          | 5.88             | 6                | 307,064            | 5.71               | 0                  | 6       | Nuevo |  |  |
|                                      | Partido Húngaro del Perro de Dos Colas             | 185,030          | 3.27             | 0                | 126,648            | 2.36               | 0                  | 0       | ±0    |  |  |
|                                      | Movimiento Solución                                | 58,928           | 1.04             | 0                | 64,341             | 1.20               | 0                  | 0       | Nuevo |  |  |
|                                      | Partido de la Vida Normal                          | 39,712           | 0.70             | 0                | 31,495             | 0.59               | 0                  | 0       | Nuevo |  |  |
|                                      | Alianza de Izquierda (ISZOMM–MMP)                  |                  |                  |                  | 8,678              | 0.16               | 0                  | 0       | Nuevo |  |  |
|                                      | Verdadero Partido Democrático                      |                  |                  |                  | 989                | 0.02               | 0                  | 0       | Nuevo |  |  |
|                                      | Respuesta Cívica                                   |                  |                  |                  | 521                | 0.01               | 0                  | 0       | Nuevo |  |  |
|                                      | Nuestra Partido - IMA                              |                  |                  |                  | 326                | 0.01               | 0                  | 0       | Nuevo |  |  |
|                                      | Partido Verde                                      |                  |                  |                  | 208                | 0.00               | 0                  | 0       | Nuevo |  |  |
|                                      | MSZDDSZ                                            |                  |                  |                  | 177                | 0.00               | 0                  | 0       | Nuevo |  |  |
|                                      | Partido Liberal Húngaro                            |                  |                  |                  | 152                | 0.00               | 0                  | 0       | ±0    |  |  |
|                                      | Autogobierno Nacional de los Alemanes en Hungría   | 24,630           | 0.44             | 1                |                    |                    |                    | 1       | ±0    |  |  |
|                                      | Autogobierno Nacional de los Croatas en Hungría    | 1,760            | 0.03             | 0                |                    |                    |                    | 0       | ±0    |  |  |
|                                      | Autogobierno Nacional de los Eslovacos en Hungría  | 1,208            | 0.02             | 0                |                    |                    |                    | 0       | ±0    |  |  |
|                                      | Autogobierno Nacional de los Rusos en Hungría      | 645              | 0.01             | 0                |                    |                    |                    | 0       | ±0    |  |  |
|                                      | Autogobierno Nacional de los Rumanos en Hungría    | 526              | 0.01             | 0                |                    |                    |                    | 0       | ±0    |  |  |
|                                      | Autogobierno Nacional de los Serbios en Hungría    | 418              | 0.01             | 0                |                    |                    |                    | 0       | ±0    |  |  |
|                                      | Autogobierno Nacional de los Ucranianos en Hungría | 396              | 0.01             | 0                |                    |                    |                    | 0       | ±0    |  |  |
|                                      | Autogobierno Nacional de los Polacos en Hungría    | 281              | 0.00             | 0                |                    |                    |                    | 0       | ±0    |  |  |
|                                      | Autogobierno Nacional de los Griegos en Hungría    | 232              | 0.00             | 0                |                    |                    |                    | 0       | ±0    |  |  |
|                                      | Autogobierno Nacional de los Eslovenos en Hungría  | 219              | 0.00             | 0                |                    |                    |                    | 0       | ±0    |  |  |
|                                      | Autogobierno Nacional de los Armenios en Hungría   | 163              | 0.00             | 0                |                    |                    |                    | 0       | ±0    |  |  |
|                                      | Autogobierno Nacional de los Búlgaros en Hungría   | 157              | 0.00             | 0                |                    |                    |                    | 0       | ±0    |  |  |
|                                      | Independientes                                     |                  |                  |                  |                    |                    | 0                  | 0       | –1    |  |  |
| Total                                | Total                                              |                  | 100              | 93               |                    | 100                | 106                | 199     | 0     |  |  |
|                                      |                                                    |                  |                  |                  |                    |                    |                    |         |       |  |  |
| Votos válidos                        | Votos válidos                                      | 5,651,057        | 98.84            |                  |                    |                    |                    |         |       |  |  |
| Votos inválidos y en blanco          | Votos inválidos y en blanco                        | 66,125           | 1.16             |                  |                    |                    |                    |         |       |  |  |
| Total                                | Total                                              | 5,717,182        | 100              |                  |                    |                    |                    |         |       |  |  |
| Votantes Registrados/participación   | Votantes Registrados/participación                 | 8,215,304        | 69.59            |                  |                    |                    |                    |         |       |  |  |
| Fuente: National Election Commission |                                                    |                  |                  |                  |                    |                    |                    |         |       |  |  |